# Pogonomelomys mayeri
Pogonomelomys mayeri är ett däggdjur som beskrevs 1932 av Walter Rothschild, 2nd Baron Rothschild och Guy Dollman. Arten ingår i släktet Pogonomelomys och familjen råttdjur. IUCN kategoriserar arten globalt som livskraftig. Inga underarter finns listade i Catalogue of Life.
Denna gnagare förekommer med flera från varandra skilda populationer på Nya Guinea. Den vistas i kulliga områden och bergstrakter mellan 400 och 1500 meter över havet. Habitatet utgörs av regnskogar. Individerna söker skydd i trädens håligheter. Per kull föds troligen två ungar.